# Manuel Quintano Bonifaz
Manuel Quintano Bonifaz (ur. 1699 w Salas de los Infantes, zm. 18 grudnia 1774) – hiszpański duchowny rzymskokatolicki, w latach 1755-1774 wielki inkwizytor Hiszpanii, spowiednik królewski.

## Życiorys
Początkowo miał otrzymać biskupstwa w Kordobie i Segowii, jednak zrezygnował. 20 stycznia 1749 został mianowany biskupem pomocniczym Toledo i tytularnym arcybiskupem ad personam Pharsalus. Sakrę biskupią otrzymał 16 marca 1749. 11 sierpnia 1755 został mianowany wielkim inkwizytorem Hiszpanii i administratorem apostolskim Toledo. Niedługo przed śmiercią zrezygnował z pełnienia urzędu inkwizytora.